# Stella T Tauri

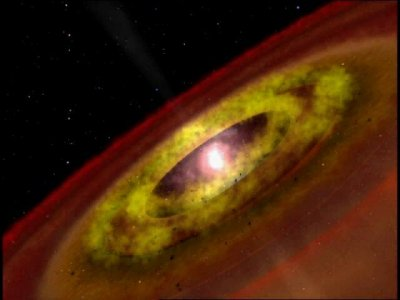
Rappresentazione artistica di una stella T Tauri circondata da un disco protoplanetario.

Una stella T Tauri (così chiamata dal nome del prototipo di questa classe, T Tauri) è una stella pre-sequenza principale (variabile Orione), vale a dire una stella nei primi stadi della propria evoluzione, che deve ancora posizionarsi sulla sequenza principale del diagramma H-R. Questo genere di stelle si trova nei pressi di molte delle nubi molecolari della nostra galassia. Le prime vennero scoperte nel 1945, nella costellazione del Toro, da cui il nome, quando furono notate per la loro variabilità ottica e le forti linee spettrali che si originano nella loro cromosfera.

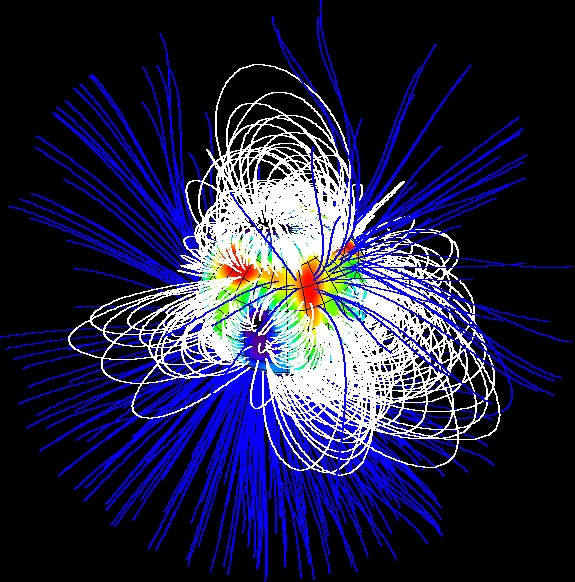
Il campo magnetico superficiale di SU Aurigae, una stella T Tauri.

Le stelle T Tauri hanno masse e temperature simili a quelle del Sole, ma alcune volte sono più grandi in termini di diametro e decisamente più luminose. Ruotano velocemente su sé stesse, tipicamente in pochi giorni (invece che in un mese circa come il Sole), e sono molto attive. Hanno campi magnetici estremamente intensi, che attraggono i gas vicini risucchiandoli lungo le linee di campo, provocando massicci brillamenti ed estese macchie sulla loro superficie. Le stelle T Tauri hanno, inoltre, emissioni di raggi X e radio intense e variabili, circa 1000 volte superiori a quelle del Sole e molte hanno venti stellari estremamente potenti.
Le stelle T Tauri contengono molto litio rispetto alla nostra stella. Tale elemento è facilmente distrutto già a un milione di kelvin, una temperatura relativamente bassa per un nucleo stellare, e le stelle più evolute ne contengono pochissimo. Prendendo in considerazione tutti questi indizi, si pensa che le T Tauri siano molto giovani e che la maggior parte della loro energia derivi dal collasso gravitazionale, non dalle reazioni di fusione nucleare, perché il loro nucleo è ancora troppo freddo: esse richiedono come minimo temperature di qualche decina di milioni di kelvin.
Circa la metà delle stelle T Tauri hanno dei dischi circumstellari, che potrebbero essere il residuo della nebulosa da cui si sono formate, e che potrebbe dare origine a dei pianeti. La maggior parte sono anche stelle binarie.
Un fenomeno tipico della fase T Tauri sono gli oggetti di Herbig-Haro, caratteristiche nebulose a emissione originate dalla collisione tra i flussi molecolari in uscita dai poli stellari e il mezzo interstellare.